# 2057 Rosemary
2057 Rosemary eller 1934 RQ är en asteroid i huvudbältet, som upptäcktes 7 september 1934 av den tyske astronomen Karl Wilhelm Reinmuth i Heidelberg. Den har fått sitt namn efter Rosemary Birky Hoffmann Scholl.
Asteroiden har en diameter på ungefär 12 kilometer.